# انتخابات ۲۰۲۵
انتخابات ذکرشده در این فهرست برای سال ۲۰۲۵ برنامه‌ریزی شده‌اند. گنجاندن در این فهرست به این معنا نیست که هر انتخاباتی که ذکر شده، مطابق با استانداردهای دموکراتیک شناخته‌شده بین‌المللی برگزار خواهد شد. این فهرست ممکن است شامل انتخابات نمایشی در دیکتاتوری‌ها بدون نامزدهای جایگزین یا انتخاباتی باشد که از هم‌اکنون به دلیل شرایط سیاسی موجود پیش‌بینی می‌شود با تقلب گسترده یا بدون دسترسی عادلانه و برابر نامزدها یا احزاب رقیب به رسانه‌های جمعی برگزار شوند.

## افریقا
- بوروندی
  - انتخابات پارلمانی بروندی 2025، 5 ژوئن
- کامرون
  - انتخابات ریاست جمهوری کامرون 2025، 5 اکتبر
  - انتخابات پارلمانی کامرون 2025
- جمهوری آفریقای مرکزی
  - انتخابات عمومی آفریقای مرکزی 2025، دسامبر
- کومور
  - انتخابات پارلمانی کومور 2025، 12 ژانویه
- مصر
  - انتخابات پارلمانی 2025 مصر
- گابن
  - انتخابات عمومی گابن 2025
- ساحل عاج
  - انتخابات ریاست جمهوری 2025 عاج، اکتبر
- مالاوی
  - انتخابات عمومی مالاوی 2025، 16 سپتامبر
- سیشل
  - انتخابات عمومی سیشلو 2025، 27 سپتامبر
- تانزانیا
  - انتخابات عمومی تانزانیا 2025، اکتبر
- توگو
  - انتخابات ریاست جمهوری 2025 توگو

## آمریکا
- آرژانتین
  - انتخابات قانونگذاری 2025 آرژانتین، 26 اکتبر
  - انتخابات استانی 2025 آرژانتین
- بلیز
  - انتخابات عمومی بلیز 2025
- بولیوی
  - انتخابات عمومی بولیوی 2025، 17 اوت
- کانادا
  - انتخابات فدرال 2025 کانادا، باید تا 20 اکتبر برگزار شود
  - انتخابات عمومی یوکان 2025، 3 نوامبر
  - انتخابات عمومی نیوفاندلند و لابرادور 2025، 24 نوامبر
- شیلی
  - انتخابات عمومی 2025 شیلی، 16 نوامبر
- کوراسائو
  - انتخابات عمومی کوراسائو 2025، 21 مارس
- اکوادور
  - انتخابات عمومی 2025 اکوادور، 9 فوریه (دوره اول) و 13 آوریل (دوره دوم احتمالی)
- گرینلند
  - انتخابات عمومی گرینلند 2025، 6 آوریل
- گویان
  - انتخابات عمومی ۲۰۲۵ گویان
- هندوراس
  - انتخابات عمومی 2025 هندوراس
- جامائیکا
  - انتخابات عمومی جامائیکا 2025
- الگو:Country data سنت وینسنت و گرنادین ها
  - انتخابات عمومی وینسنتین 2025، نوامبر
- سورینام
  - انتخابات عمومی سورینام 2025، 25 مه
- ترینیداد و توباگو
  - انتخابات عمومی ترینیداد و توباگو 2025
- ایالات متحده آمریکا
  - انتخابات 2025 ایالات متحده، 4 نوامبر
    - انتخابات فرمانداری ایالات متحده 2025
    - انتخابات قانونگذاری ایالتی 2025 ایالات متحده
- اروگوئه
  - انتخابات شهرداری اروگوئه 2025، می
- ونزوئلا
  - انتخابات پارلمانی ونزوئلا 2025
  - انتخابات منطقه ای ونزوئلا 2025

## آسیا
- هند
  - انتخابات 2025 در هند
    - انتخابات مجلس قانونگذاری دهلی 2025، 5 فوریه
    - انتخابات مجلس قانونگذاری 2025 بیهار
- ایران
  - انتخابات محلی ایران 2025، 20 ژوئن
- عراق
  - انتخابات پارلمانی 2025 عراق
- ژاپن
  - انتخابات ۲۰۲۵ مجلس شوراهای ژاپن
  - انتخابات استانی توکیو 2025، ژوئیه
- قرقیزستان
  - انتخابات پارلمانی قرقیزستان 2025
- پاکستان
  - انتخابات مجمع گیلگیت بالتستان 2025
- فیلیپین
  - انتخابات عمومی فیلیپین 2025، 12 مه
    - انتخابات ۲۰۲۵ مجلس نمایندگان فیلیپین
    - انتخابات سنای فیلیپین 2025
    - انتخابات محلی فیلیپین 2025
- سنگاپور
  - انتخابات عمومی 2025 سنگاپور
- مالزی
  - انتخابات ایالتی صباح ۲۰۲۵
- تاجیکستان
  - انتخابات پارلمانی تاجیکستان 2025، 2 مارس (مجلس سفلی) و 28 مارس (مجلس علیا)

## اروپا
- اتحادیه اروپا
  - انتخابات 2025 در اتحادیه اروپا
- الگو:Country data آبخازیا
  - انتخابات ریاست جمهوری 2025 آبخازیا، 15 فوریه[الف]
- آلبانی
  - انتخابات پارلمانی آلبانی ۲۰۲۵، ۱۱ مه
- اتریش
  - انتخابات ایالتی بورگنلند 2025، 19 ژانویه
  - انتخابات ایالتی وین 2025
- بلاروس
  - انتخابات ریاست جمهوری 2025 بلاروس، 26 ژانویه
- کرواسی
  - انتخابات ریاست جمهوری کرواسی 2024–25، 12 ژانویه (دور دوم)
  - انتخابات محلی کرواسی 2025، می
- جمهوری چک
  - انتخابات پارلمانی 2025 چک، 26-27 سپتامبر
- دانمارک
  - انتخابات محلی دانمارک 2025، 18 نوامبر
- استونی
  - انتخابات شهرداری استونی 2025، اکتبر
- فنلاند
  - انتخابات شهرستان فنلاند 2025، 13 آوریل
  - انتخابات شهرداری فنلاند 2025، 13 آوریل
- گرجستان
  - انتخابات محلی گرجستان - اکتبر ۲۰۲۵
- آلمان
  - انتخابات محلی هامبورگ - مارس ۲۰۲۵
  - انتخابات پارلمانی بوندستاگ - ۲۳ فوریه ۲۰۲۵
- یونان
  - انتخابات ریاست جمهوری یونان 2025، ژانویه
- جمهوری ایرلند
  - انتخابات سیاناد 2025، 29 تا 30 ژانویه
  - انتخابات ریاست جمهوری ایرلند ۲۰۲۵، اکتبر
- ایتالیا
  - انتخابات محلی ایتالیا 2025، سپتامبر
  - انتخابات منطقه ای ایتالیا 2025، سپتامبر
    - انتخابات منطقه ای 2025 آپولیا

1. ↑  محدودیت یا بدون شناسایی بین المللی.